# Tim Brent
Tim Brent, född 10 mars 1984 i Cambridge, Ontario, är en kanadensisk professionell ishockeyspelare som spelar för Philadelphia Flyers i NHL. 
Brent valdes av Anaheim Ducks som 37:e spelare totalt i 2002 års NHL-draft. Brent blev återigen draftad av Anaheim Ducks som 75:e spelare totalt i 2004 års NHL-draft.

## Klubbar
- Cambridge Winter Hawks, -2000
- Toronto St. Michael's Majors, 2000-2004
- Cincinnati Mighty Ducks, 2004-2005
- Portland Pirates, 2005-2007
- Wilkes-Barre/Scranton Penguins, 2007-2008
- Pittsburgh Penguins, 2007-2008
- Rockford IceHogs, 2008-2009
- Chicago Blackhawks, 2008-2009
- Toronto Marlies, 2009-2010
- Toronto Maple Leafs, 2009-2011
- Carolina Hurricanes, 2011-2013
- Torpedo Nizjnij Novgorod, 2013
- Metallurg Magnitogorsk, 2013-2015
- Philadelphia Flyers, 2015-

## Statistik

### Klubbkarriär
| 1999–00    | Cambridge Winter Hawks         | MWJHL      | 40  | 19 | 16 | 35 | 42  | —  | —  | —  | —  | —  |
| 2000–01    | Toronto St. Michael's Majors   | OHL        | 64  | 9  | 19 | 28 | 31  | 18 | 2  | 8  | 10 | 6  |
| 2001–02    | Toronto St. Michael's Majors   | OHL        | 61  | 19 | 40 | 59 | 52  | 14 | 7  | 12 | 19 | 20 |
| 2002–03    | Toronto St. Michael's Majors   | OHL        | 60  | 24 | 42 | 66 | 74  | 19 | 7  | 17 | 24 | 14 |
| 2003–04    | Toronto St. Michael's Majors   | OHL        | 53  | 26 | 41 | 67 | 105 | 18 | 4  | 13 | 17 | 24 |
| 2004–05    | Cincinnati Mighty Ducks        | AHL        | 46  | 5  | 13 | 18 | 42  | 12 | 0  | 1  | 1  | 6  |
| 2005–06    | Portland Pirates               | AHL        | 37  | 15 | 9  | 24 | 32  | 15 | 4  | 4  | 8  | 16 |
| 2006–07    | Portland Pirates               | AHL        | 48  | 16 | 14 | 30 | 40  | —  | —  | —  | —  | —  |
| 2006–07    | Anaheim Ducks                  | NHL        | 15  | 1  | 0  | 1  | 6   | —  | —  | —  | —  | —  |
| 2007–08    | Wilkes-Barre/Scranton Penguins | AHL        | 74  | 18 | 43 | 61 | 79  | 23 | 12 | 15 | 27 | 10 |
| 2007–08    | Pittsburgh Penguins            | NHL        | 1   | 0  | 0  | 0  | 0   | —  | —  | —  | —  | —  |
| 2008–09    | Rockford IceHogs               | AHL        | 64  | 20 | 42 | 62 | 59  | 4  | 0  | 1  | 1  | 2  |
| 2008–09    | Chicago Blackhawks             | NHL        | 2   | 0  | 0  | 0  | 2   | —  | —  | —  | —  | —  |
| 2009–10    | Toronto Marlies                | AHL        | 33  | 13 | 15 | 28 | 19  | —  | —  | —  | —  | —  |
| 2009–10    | Toronto Maple Leafs            | NHL        | 1   | 0  | 0  | 0  | 0   | —  | —  | —  | —  | —  |
| 2010–11    | Toronto Maple Leafs            | NHL        | 79  | 8  | 12 | 20 | 33  | —  | —  | —  | —  | —  |
| 2011–12    | Carolina Hurricanes            | NHL        | 79  | 12 | 12 | 24 | 27  | —  | —  | —  | —  | —  |
| 2012–13    | Carolina Hurricanes            | NHL        | 30  | 0  | 3  | 3  | 8   | —  | —  | —  | —  | —  |
| 2013–14    | Torpedo Nizjnij Novgorod       | KHL        | 18  | 3  | 8  | 11 | 16  | —  | —  | —  | —  | —  |
| 2013–14    | Metallurg Magnitogorsk         | KHL        | 33  | 6  | 12 | 18 | 59  | 20 | 1  | 1  | 2  | 37 |
| 2014–15    | Metallurg Magnitogorsk         | KHL        | 44  | 5  | 10 | 15 | 30  | 10 | 1  | 2  | 3  | 8  |
| NHL totalt | NHL totalt                     | NHL totalt | 207 | 21 | 27 | 48 | 76  | —  | —  | —  | —  | —  |